# Дрізд темний
Дрі́зд темний (Turdus eunomus) — вид горобцеподібних птахів родини дроздових (Turdidae). Поширений у Північній Азії.

## Поширення
Птах гніздиться в північно-центральній і північно-східній частині Сибіру. Зимує в Південно-Східній і Східній Азії від північно-східної частини Індії до Північного В'єтнаму, в Південному і Південно-Східному Китаї, Кореї, Японії і Тайвані. Залітає зрідка до Європи.
Переважними місцями проживання є степові та чагарникові ландшафти, а також відкриті ліси.

## Опис
Довжина тіла 23–25 см. Розмах крил 36–39 см. Маса тіла 55–106 г. На голові контрастний характерний малюнок з білою бровою і горлом та чорними щоками. Поверхня крил мідно-червона. Спина дуже темна, густо всіяна чорними плямами. Нижня сторона білувата з коричнево-чорними цятками на боках і смугою на грудях. Хвіст темно-коричневий. Статі схожі, але малюнки самців набагато виразніші.

## Спосіб життя
Всеїдний птах. Раціон складається з широкого спектру комах, зокрема комарів, дощових черв'яків та інших безхребетних. Споживає також різні ягоди.
Гніздиться низько на дереві. Гніздо будує у формі чаші з гілок, трави та моху, змішаного з брудом. Вистелене травою. Самиця зазвичай відкладає 4—6 синьо-зеленуватих яєць з іржавими цятками. Інкубує приблизно 14 днів.